# Eugène de Tallinn et de toute l'Estonie
Eugène de Tallinn et de toute l'Estonie, né Valéri Guermanovitch Rechetnikov (russe : Валерий Германович Решетников) le 9 octobre 1957 à Internatsionalnoje, est un ecclésiastique orthodoxe estonien. Il est le primat de l'Église orthodoxe d'Estonie (Patriarcat de Moscou) depuis 2018.

## Biographie
Valéri Rechetnikov naît en 1957 à Internatsionalnoje, dans le district d'Essil, alors en république socialiste soviétique du Kazakhstan et passe sa jeunesse dans la ville de Kirov. Après son service dans l'armée soviétique de 1977 à 1979, il travaille à l'administration du diocèse de Kirov tout en étant sous-diacre du métropolite Chrysanthe.
Le 29 mai 2018, il est élu métropolite de Tallin et de toute l'Estonie par le synode de son église pour succéder à Corneille, mort le 19 avril précédent.